# Pieve di San Giovanni Battista (Vespolate)
La pieve di san Giovanni Battista a Vespolate s'inserisce nel patrimonio di chiese plebane ed oratori di campagna di origine romanica che tra il XV e la prima metà del XVI secolo conobbero l'intervento di una nutrita schiera di pittori novaresi, artefici di una ricca produzione di affreschi di taglio popolare, connotati da una propria individualità.

## La storia

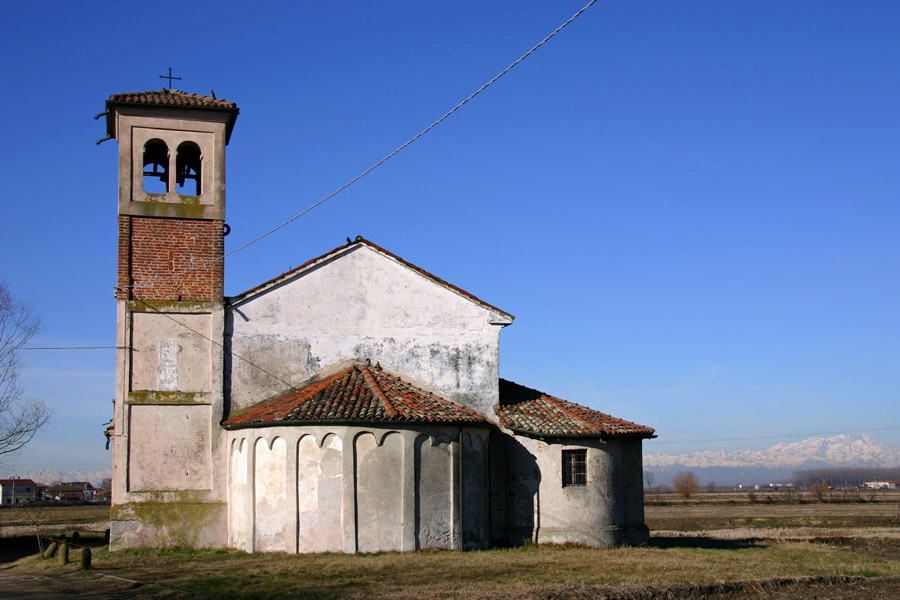
Lato absidale della chiesa

Fuori dall'abitato, in mezzo alle risaie, lungo l'antica strada verso Tornaco, sorge l'antica pieve dedicata al Battista, il cui aspetto conserva ormai ben poco delle origini romaniche. 
La prima fonte documentaria in cui si fa menzione della chiesa risale al 1024 – 1028 quando essa fu ceduta dal vescovo di Novara, Pietro III, al monastero di San Lorenzo in Novara. Una nuova menzione è del 1132 quando la chiesa fu riportata alla diocesi novarese.
Sorto forse sui resti di un tempio pagano, l'edificio romanico si presentava a quel tempo in forma di basilica a tre navate.
Citata nelle Consignationes, nel 1361, a causa della guerra tra il marchese del Monferrato Giovanni II e Galeazzo Visconti, la chiesa fu messa a fuoco dalle truppe viscontee assieme a tutto il borgo e riportò gravi danni tra i quali la probabile distruzione del battistero. Dovette tuttavia recuperare relativamente presto la sua funzione di chiesa pievana, posta accanto al cimitero. Nel XV secolo venne infatti ampiamente ornata nell'abside, nel lato settentrionale e nell'attuale lato esterno meridionale da affreschi a carattere votivo e dedicatorio, derivanti anche da committenze nobiliari.
Nel 1543, con l'edificazione nel paese della nuova parrocchiale dedicata ai santi Giovanni Battista e Antonio Abate, perse dignità parrocchiale e venne quasi del tutto abbandonata. Una visita pastorale del vescovo Cesare Speciano testimonia di un edificio ancora a tre navate coperte da coppi, con due porte di accesso e circondata dal cimitero, si riporta come la messa vi si celebrasse ormai raramente, e come la chiesa si presentasse in situazione di forte degrado, con la torre campanaria distrutta e le pareti laterali pericolanti delle quali si suggerisce il rinforzo. Nel 1625 viene interdetta e ne vengono distrutti gli altari, le finestre laterali vennero tamponate.
Nel 1680 fu costruito il campanile inglobando l'estremo della navatella meridionale. Alla fine del secolo risale l'apertura delle due finestrelle di facciata. Nel Settecento nell'emiciclo della navata settentrionale venne ricavata la sagrestia, nel 1728 venne rifatto il tetto. Seguì un nuovo periodo di abbandono durante il quale vennero abbattute le navate laterali. Nel 1849 fu rifatta la facciata. Nel 1956 venne abbattuta l'antica casa dell'eremita, una struttura a due piani addossata al campanile, venne anche abbattuto il portichetto barocco del quale rimane una colonna. 
Della primitiva struttura romanica a tre navate due delle quali terminanti coon abside semicircolare restano solo quella che era l'abside centrale, il basamento del campanile e dei muri laterali. Le navate erano separate da pilastri a sezione rettangolare.
Oggi la chiesa si presenta come edificio ad aula unica, con il tetto a capriate, che termina in un'abside semicircolare decorato con archetti pensili a coppie. Sul lato meridionale si erge il campanile, preceduto dall'ossario; su quello a settentrione si trova un locale con funzioni di sacrestia.

## Gli affreschi

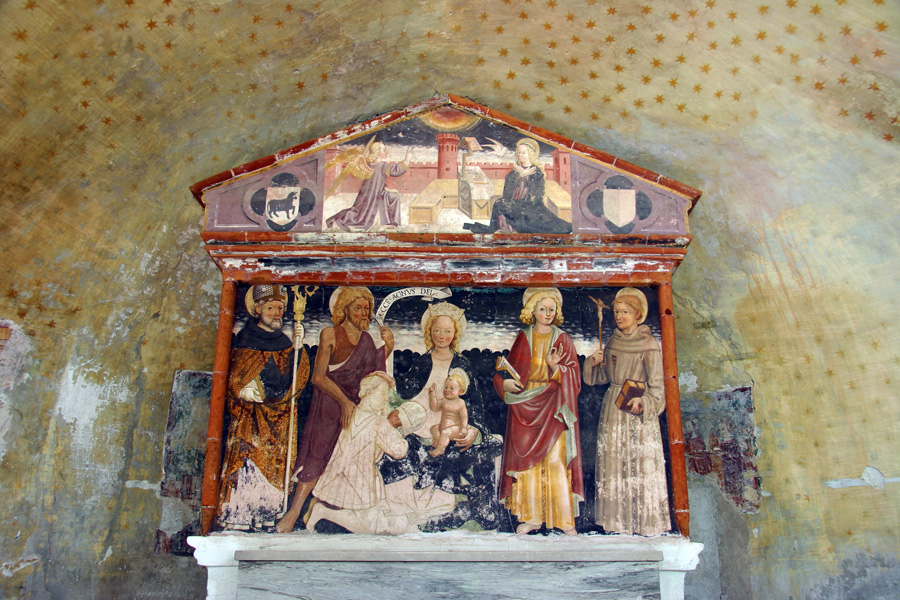
La pala d'altare

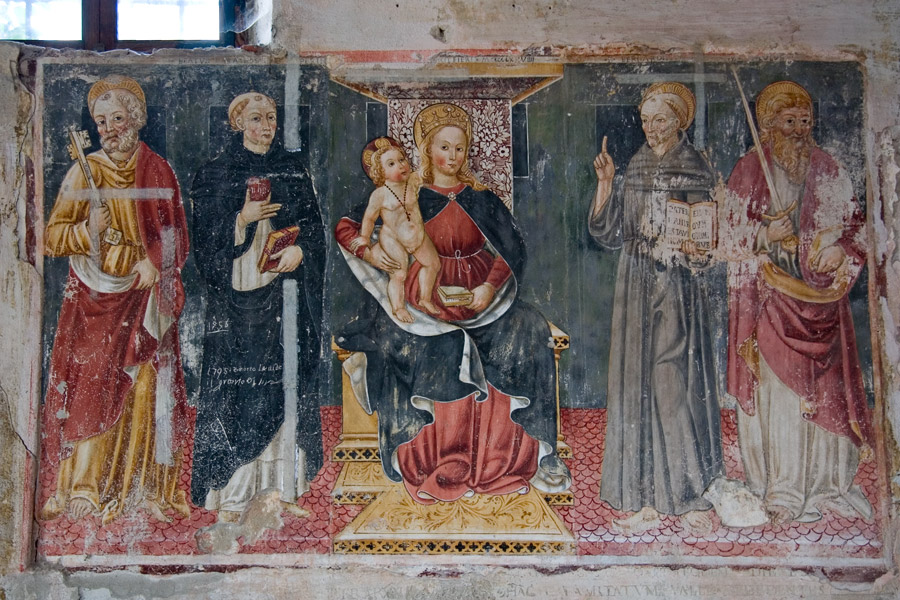
Affresco della parete sinistra

L'interno della chiesa è alquanto spoglio, ma presenta non pochi elementi di interesse artistico in virtù degli affreschi sopravvissuti.

L'altare nel catino absidale è impreziosito dalle immagini a fresco di una bella ancona fittile, opera dell'ultimo quarto del XV secolo di autore ignoto, da taluni attribuita al Maestro di Borgomanero. Vi si osserva la Madonna con il Bambino intento a benedire un nobiluomo, inginocchiato alla loro destra, che viene presentato loro da san Giovanni Battista (il santo a cui la chiesa è dedicata). Completano la scena sacra le figure di altri santi: a sinistra, San Gaudenzio, primo vescovo di Novara; a destra san Giovanni Evangelista e san Francesco d'Assisi. Nel timpano dell'ancona è dipinta una Annunciazione posta tra due stemmi nobiliari che ci aiutano a capire quale possa essere l'identità del nobiluomo inginocchiato, il donatore dell'ancona: è probabile che esso sia un membro della famiglia Cavallazzi, nobili locali, ma esiste anche l'ipotesi che si tratti di Donato Borri, feudatario del paese tra il 1457 ed il 1477.

La caratteristica peculiare del dipinto è che la figura del nobiluomo non è stata completata dall'artista e appare infatti completamente bianca, solamente abbozzata con la tecnica della sinopia. Non si conoscono con certezza le motivazioni di tale scelta, forse la causa è da ricercarsi in un diverbio tra l'artista e il committente. A conferma di tale ipotesi si può notare come anche lo stemma nobiliare dei Cavallazzi (un cavallo, appunto) sia stato dipinto in modo caricaturale.
Il linguaggio pittorico dell'anonimo maestro, pur ripercorrendo stilemi tardo gotici, mostra di volersi confrontare con le nuove lezioni rinascimentali provenienti dall'area milanesi.

Si può notare come le figure nel dipinto siano tagliate lateralmente e superiormente, ciò fa supporre che l'affresco si trovasse ordinariamente in un altro punto della chiesa e si rese necessario adattarne le dimensioni quando fu spostato, insieme al muro su cui era affrescato, sotto la volta absidale. L'altare sottostante è di epoca barocca e risale probabilmente all'inizio del Settecento.
Sulla parete sinistra si trova un grande affresco con la Madonna in trono col bambino e santi; ai lati della Madonna riconosciamo, da sinistra verso destra, le figure di san Pietro, del beato Matteo Carreri, patrono di Vigevano, di san Bernardino e di san Paolo apostolo. Si tratta di un affresco di fine Quattrocento attribuibile forse alla bottega dei Cagnola.
Appaiono difficilmente leggibili gli affreschi che trovavano sulla parete di fondo ed all'interno del catino absidale, risalenti probabilmente al XIV secolo, dei quali si colgono solo alcuni dettagli affioranti dagli strati di calce applicati in epoche posteriori.

Vicino alla porta della sacrestia è posta una raffigurazione di sant'Andrea con la croce in mano, in cattivo stato di conservazione. Sempre sulla parete sinistra troviamo l'immagine di un santo cavaliere, probabilmente l'arcangelo Michele, con la spada, il manto rosso, la veste candida ed il petto fasciato dalla corazza; si tratta di un'opera spesso indicata come risalente alla fine del XVI secolo, ma databile anch'essa al XV secolo e successivamente alterata. Sul mantello del cavaliere, oltre che sulle altre pareti della chiesa, sono visibili numerose iscrizioni popolari risalenti ad epoche diverse, alcune delle quali sono databili all'inizio del XVII secolo.
Altri affreschi molto probabilmente si trovano anche sulla parete destra e sotto la volta dell'abside, coperti da vari strati di calce posta nei secoli, che potrebbero essere riportati alla luce con un profondo restauro dell'edificio.

Gli affreschi all'esterno della pieve (che in tempo si trovavano sulle pareti delle navate laterali) sono ormai quasi completamente scomparsi, erosi dal tempo e gli agenti atmosferici. All'interno dell'ossario, su quello che era l'altare della navata destra, si può anche vedere una raffigurazione della crocifissione in rapido deterioramento.